# Рейд в Индийския океан
Рейдът в Индийския океан (известен в Япония като операция „C“) е военноморски набег, извършен от Императорския японски флот между 31 март и 10 април 1942 г. Японските самолетоносачи под командването на адмирал Чуичи Нагумо нанесят удар на съюзническите корабни и военноморски бази около Цейлон, но не успяват да намерят и унищожат по-голямата част от Британския Източен флот. Източният флот, командван от адмирал сър Джеймс Сомервил, е предупреден от разузнаването и отплава от базите си преди набега. Опитът му да атакува японците е осуетен от лошото тактическо разузнаване.
След нападението британците очакват голямо японско настъпление в Индийския океан. Основната база на Източния флот е преместена в Източна Африка, а Цейлон е подсилен. Адмирал сър Джеймс Сомервил оставя бързо подразделение „... в Индийския океан, за да бъде готов да се справи с всеки опит на врага да получи контрол над района само с леки сили.“. Японците нямат краткосрочни планове да се възползват от успеха си и в рамките на година бойните действия в Тихия океан правят това невъзможно.